# Rio da Bulha
Rio da Bulha är ett vattendrag i Brasilien.   Det ligger i delstaten Paraná, i den södra delen av landet, 1 000 km söder om huvudstaden Brasília.
Omgivningarna runt Rio da Bulha är en mosaik av jordbruksmark och naturlig växtlighet. Runt Rio da Bulha är det ganska glesbefolkat, med 48 invånare per kvadratkilometer.